# Say You Love Me (Chris Brown e Young Thug)
Say You Love Me è un singolo del cantante R&B statunitense Chris Brown e del rapper statunitense Young Thug, pubblicato il 29 settembre 2020 come secondo singolo estratto dal mixtape collaborativo Slime & B.

## Il brano
Say You Love Me, prodotta da OG Parker, Murda Beatz e Joseph L'etranger, presenta sonorità prettamente trap

## Video musicale
Il videoclip, diretto da Chris Brown, Mat Fuller, Matt Goldstein e Jake Miosge, è stato pubblicato il 21 settembre del 2020 e consiste nel seguito del videoclip del precedente singolo dei due artisti, Go Crazy, che finisce con i due artisti che inseguono due ragazze misteriose che si rarefanno in nuvole di gas colorate invitando i due artisti ad entrare, e loro incuriositi lo fanno. 

### Trama
Il video, completamente animato, mostra il viaggio degli artisti nelle dimensioni parallele, tra cui una foresta incantata con mostri che si aggirano intorno, una città notturna futuristica e un deserto, e la loro ricerca per conoscere le due ragazze si trasforma in un'avventura per salvarle. Saltano da un pianeta all'altro prima di trovare le donne nella sfera desertica. Qui, Brown e Thug si trasformano rispettivamente in un lupo e in un serpente e usano i loro nuovi poteri per sconfiggere il rapitore delle donne e liberarle..